# 水鎮駅
水鎮駅（スジンえき）は朝鮮民主主義人民共和国平安北道義州郡に位置する朝鮮民主主義人民共和国鉄道省徳峴線の駅である。

## 隣の駅
朝鮮民主主義人民共和国鉄道省
徳峴線
義州駅 - 水鎮駅 - 精鉱駅